# Arulidae
Arulidae McFadden & van Ofwegen, 2012 è una famiglia di octocoralli dell'ordine Alcyonacea.

## Descrizione
La famiglia deve il suo nome al genere tipo Arula descritto per la prima volta nel 2012.
Le specie di questa famiglia sono caratterizzate dall'avere dei polipi derivanti da uno stolone tubolare stretto e in cui i tentacoli sono fusi prossimalmente per formare un'ampia membrana orale circolare. Gli scleriti si irradiano a formare una rete piatta.

## Tassonomia
La famiglia Arulidae è stata definita nel 2012 a seguito della scoperta di una nuova specie di octocorallo nelle acque del Sudafrica. La nuova specie è stata chiamata Arula petunia  e per essa è stato appunto definito il nuovo genere Arula e la corrispondente famiglia
Ulteriori specie scoperte successivamente hanno portato alla composizione attuale della famiglia che risulta attualmente la seguente:
- Arula McFadden & van Ofwegen, 2012
- Bunga Lau & Reimer, 2019
- Hanah Lau, Stokvis, Ofwegen & Reimer, 2020
- Laeta Lau & Reimer, 2019